# I promise
「I promise」（アイ・プロミス）は、King & Princeの楽曲。同グループ6枚目のシングルとして2020年12月16日にユニバーサルミュージックからリリースされた。

## 概要
グループ単独では初となるオンラインコンサート「King & Prince CONCERT TOUR 2020 〜L&〜」の10月9日のオープニング公演内で本作品のリリースをサプライズ発表した。
カップリング曲を含み全ての楽曲が「冬」をテーマに作られている。表題曲の「I promise」は初のウインターラブソングで、成就しない恋とわかっていながら女性を一途に思い続ける男性の心情が歌われた楽曲。PVはDance ver.とドラマ仕立てになっているStory ver.があり、Story ver.は5つのシチュエーションのラブストーリーを5人のメンバーそれぞれが独立したキャラクターと物語で演じる。監督は月川翔。また、メンバーごとのサイドストーリーがユニバーサルミュージック邦楽公式Twitterで小説「叶わない恋なんてない #叶恋サイドストーリー」として連載される。
2020年12月31日放送の『第71回NHK紅白歌合戦』で歌唱された。
CDデビュー3周年にあたる2021年5月23日にKing & PrinceのYouTube公式チャンネルが開設され、28日正午より本作ミュージックビデオの-Story ver.-のYouTube Editが、午後6時に-Dance ver.-のYouTube Editが公開された。

## リリース
初回限定盤A、Bと通常盤の全3形態で発売。初回限定盤のみDVD付属。

### 先着特典
- 初回限定盤A - ステッカー（A6サイズ）[12]
- 初回限定盤B - クリアポスター（A4サイズ）[12]
- 通常盤 - エコバッグ[12]

### 通常盤 特典
- セブン-イレブン×King & Prince アナザージャケット[12]

## 収録曲

### CD

#### 通常盤
1. I promise[12] [4:31]
作詞：KOMU、草川瞬 /  作曲：GRP、草川瞬 / 編曲：生田真心
  - King & Prince出演「セブン-イレブン」2020年クリスマスCMソング
2. Winter Love Story[12][19] [5:09]
作詞：AKIRA / 作曲：AKIRA、久保田真悟（Jazzin' park） / 編曲：久保田真悟（Jazzin' park）
  - King & Prince出演「セブン-イレブン」2019年クリスマスCMソング[19]
3. Glad to see you[12] [5:04]
作詞：河田総一郎 / 作曲：河田総一郎、佐々木望 / 編曲：川端正美、佐藤泰将（ストリングスアレンジ）

#### 初回限定盤A
1. I promise
2. Little Christmas [4:57]
作詞・作曲・編曲：森大輔

#### 初回限定盤B
1. I promise
2. Happy Holy Night [4:12]
作詞：小久保祐希 / 作曲：桑田智史 / 編曲：CHOKKAKU、岩田雅之

### DVD

#### 初回限定盤A
1. 「I promise」Music Video -Story ver.-
2. 「I promise」Music Video Making -Story ver.-

#### 初回限定盤B
1. 「I promise」Music Video -Dance ver.-
2. 「I promise」Music Video Making -Dance Ver.-

## チャート成績
初週56.7万枚を売り上げ、12月28日付けのオリコン週間シングルランキングで初登場1位を記録。デビューシングルからの初週30万枚超えも6作連続となり、KAT-TUNの『LIPS』以来、12年10か月ぶり、史上3組目の達成となった。